# 橘田喜和
橘田 喜和（きつだ よしかず、1939年 - ）は、日本の経営者、元野村證券 代表取締役副社長 　元 野村ファイナンス代表取締役社長　元 日本相互証券代表取締役社長　大阪市中央区船場出身。大阪府立清水谷高校卒業　和歌山大学経済学部卒業

## 経歴
- 1939年 大阪市中央区船場に生まれる。
- 1958年 大阪府立清水谷高校卒業
- 1962年 和歌山大学経済学部卒業
- 1962年 野村證券入社
- 1985年 取締役就任、その後 常務・専務を歴任
- 1990年 代表取締役副社長
- 1995年 野村ファイナンス代表取締役社長
- 1997年 日本相互証券代表取締役社長
- 2001年 日本相互証券代表取締役社長を退任